# CS Emelec
A Club Sport Emelec egy ecuadori sport- és labdarúgóklub, melynek székhelye Guayaquilben található. A klubot 1929-ben alapították és az első osztályban szerepel.
Az ecuadori bajnokságot 13 alkalommal nyerte meg, ezzel a rivális Barcelona után a második legeredményesebb klub az országban. 
Hazai mérkőzéseit az Estadio George Capwellban játssza. A stadion 24500 fő befogadására alkalmas. A klub hivatalos színei a kék-fehér.

## Sikerlista
- Ecuadori bajnok (14): 1957, 1961, 1965, 1972, 1979, 1988, 1993, 1994, 2001, 2002, 2013, 2014, 2015, 2017
- Campeonato Unión Deportiva Comercial de Guayaquil (2): 1925, 1933
- Campeonato Amateur del Fútbol del Guayas (2): 1946, 1948
- Campeonato Profesional de Guayaquil (5): 1956, 1957, 1962, 1964, 1966